# Chauliodus macouni
Chauliodus macouni – gatunek morskiej ryby głębinowej z rodziny wężorowatych (Stomiidae). Występuje w północnej części Oceanu Spokojnego od wschodnich wybrzeży Azji po zachodnie wybrzeże Ameryki Północnej, na głębokościach do ponad 4000 m.